# Seongnam Football Club
Maillots
Actualités
Le Seongnam Football Club (en hangul: 성남시민 프로축구단, et en hanja : 城南市民프로蹴球團), plus couramment abrégé en Seongnam FC, est un club sud-coréen de football fondé en 1989 et basé dans la ville de Seongnam.
Précédemment connu sous le nom de Seongnam Ilhwa Chunma, Cheonan Ilhwa Chunma et Ilhwa Chunma, le club est l'un des plus titrés du pays.

## Palmarès et records

### Palmarès
| Compétitions internationales | Compétitions nationales | Compétitions régionales                                                                      |
| - Ligue des champions de l'AFC (2) : - Vainqueur : 1995 et 2010. - Finaliste : 1996-97 et 2004. - Supercoupe d'Asie (1) : - Vainqueur : 1996. - Coupe afro-asiatique (1) : - Vainqueur : 1996. - Coupe des champions de l'A3 (1) : - Vainqueur : 2004. | - Championnat de Corée du Sud (7) : - Champion : 1993, 1994, 1995, 2001, 2002, 2003 et 2006. - Vice-champion : 1992, 2007 et 2009. - Coupe de Corée du Sud (3) : - Vainqueur : 1999, 2011 et 2014. - Finaliste : 1997, 2000 et 2009. - Supercoupe de Corée du Sud (1) - Vainqueur : 2002. - Finaliste : 2000 et 2004. - Hauzen Cup (1) : - Vainqueur : 2004. - Finaliste : 2006. - Adidas Cup (2) : - Vainqueur : 1992 et 2002. | - Asian Challenge Cup (1) : - Vainqueur : 2012. - Coupe de la paix (0) : - Finaliste : 2012. |

## Personnalités du club

### Présidents
- Eun Su-mi

### Entraîneurs
| - Park Jong-hwan (16 septembre 1988 - 26 avril 1990) - Won Heung-jae (27 avril 1990 - 27 juin 1990) - Park Jong-hwan (28 juin 1990 - 2 avril 1996) - Lee Jang-soo (3 avril 1996 - 5 décembre 1996) - René Desaeyere (18 décembre 1996 - 9 septembre 1998) - Cha Kyung-bok (9 septembre 1998 - 1er décembre 2004) - Kim Hak-bum (7 décembre 2004 - 27 novembre 2008) - Shin Tae-yong (6 décembre 2008 - 8 décembre 2012) - An Ik-soo (14 décembre 2012 - 22 décembre 2013) |  | - Park Jong-hwan (23 décembre 2013 - 22 avril 2014) - Lee Sang-yoon (22 avril 2014 - 26 août 2014) - Lee Young-jin (26 août 2014 - 9 septembre 2014) - Kim Hak-bum (5 septembre 2014 - 12 septembre 2016) - Gu Sang-bum (12 septembre 2016 - 6 novembre 2016) - Byun Sung-hwan (6 novembre 2016 - 20 novembre 2016) - Park Kyung-hoon (1er décembre 2016 - 27 novembre 2017) - Kim Nam-il (6 décembre 2017 - ) |

### Anciens joueurs
- Kim Do-heon (2005-2008, 2015-2017)
- Ko Jeong-woon (1989-1996)
- Lee Sang-Yoon (1990-2000)
- Denis Laktionov (aussi appelé Lee Seong-nam) (2003-2005)
- Adrian Neaga (2006-2007)
- Everton Santos (2011-2012)
- Valeri Sarytchev (1992-1998)